# Uranotaenia nocticola
Uranotaenia nocticola är en tvåvingeart som beskrevs av EL Peyton 1977. Uranotaenia nocticola ingår i släktet Uranotaenia och familjen stickmyggor.
Artens utbredningsområde är Thailand. Inga underarter finns listade i Catalogue of Life.